# British Home Championship 1923/24
De British Home Championship van 1923/24 was de 36e editie van de British Home Championship. Het toernooi werd gehouden van 20 oktober 1923 tot en met 12 april 1924. Wales werd kampioen.

## Eindstand
| Team          | Gsp | W | G | V | DV | DT | DS | Ptn |
| ------------- | --- | - | - | - | -- | -- | -- | --- |
| Wales         | 3   | 3 | 0 | 0 | 5  | 1  | +4 | 6   |
| Schotland     | 3   | 1 | 1 | 1 | 3  | 3  | 0  | 3   |
| Noord-Ierland | 3   | 1 | 0 | 2 | 2  | 4  | –2 | 2   |
| Engeland      | 3   | 0 | 1 | 2 | 3  | 5  | –2 | 1   |

## Wedstrijden
|                                                    |                                      |       |                  |                                                                               |
| 20 oktober 1923 «onderlinge duels» 15:00 uur (UTC) | Noord-Ierland                        | 2 – 1 | Engeland         | Windsor Park, Belfast Toeschouwers: 23.000 Scheidsrechter: Alex Jackson (SCO) |
| 20 oktober 1923 «onderlinge duels» 15:00 uur (UTC) | Billy Gillespie 20' Thomas Croft 72' |       | 15' Joe Bradford | Windsor Park, Belfast Toeschouwers: 23.000 Scheidsrechter: Alex Jackson (SCO) |

|                                                     |                                  |       |           |                                                                                 |
| 16 februari 1924 «onderlinge duels» 15:30 uur (UTC) | Wales                            | 2 – 0 | Schotland | Ninian Park, Cardiff Toeschouwers: 26.000 Scheidsrechter: Herbert Andrews (ENG) |
| 16 februari 1924 «onderlinge duels» 15:30 uur (UTC) | Willie Davies 50' Len Davies 73' |       |           | Ninian Park, Cardiff Toeschouwers: 26.000 Scheidsrechter: Herbert Andrews (ENG) |

|                                 |                                      |       |               |                                                                             |
| 1 maart 1924 «onderlinge duels» | Schotland                            | 2 – 0 | Noord-Ierland | Celtic Park, Glasgow Toeschouwers: 30.000 Scheidsrechter: Noel Watson (ENG) |
| 1 maart 1924 «onderlinge duels» | Andy Cunningham 85' David Morris 89' |       |               | Celtic Park, Glasgow Toeschouwers: 30.000 Scheidsrechter: Noel Watson (ENG) |

|                                                 |                   |       |                                  |                                                                              |
| 3 maart 1924 «onderlinge duels» 15:00 uur (UTC) | Engeland          | 1 – 2 | Wales                            | Ewood Park, Blackburn Toeschouwers: 30.000 Scheidsrechter: Noel Watson (ENG) |
| 3 maart 1924 «onderlinge duels» 15:00 uur (UTC) | Tommy Roberts 55' |       | 60' Willie Davies 63' Ted Vizard | Ewood Park, Blackburn Toeschouwers: 30.000 Scheidsrechter: Noel Watson (ENG) |

|                                                  |               |                          |       |                                                                                  |
| 15 maart 1924 «onderlinge duels» 15:00 uur (UTC) | Noord-Ierland | 0 – 1                    | Wales | Windsor Park, Belfast Toeschouwers: 30.000 Scheidsrechter: Harry Kingscott (ENG) |
| 15 maart 1924 «onderlinge duels» 15:00 uur (UTC) |               | 67' (pen.) Moses Russell |       | Windsor Park, Belfast Toeschouwers: 30.000 Scheidsrechter: Harry Kingscott (ENG) |

|                                                  |                  |       |                          |                                                                                |
| 12 april 1924 «onderlinge duels» 15:00 uur (UTC) | Engeland         | 1 – 1 | Schotland                | Wembley Stadium, Londen Toeschouwers: 37.250 Scheidsrechter: Tom Dougray (SCO) |
| 12 april 1924 «onderlinge duels» 15:00 uur (UTC) | Billy Walker 60' |       | 40' (e.d.) Edward Taylor | Wembley Stadium, Londen Toeschouwers: 37.250 Scheidsrechter: Tom Dougray (SCO) |